# Spearman
Spearman település az Amerikai Egyesült Államok Texas államában, Hansford megyében, melynek megyeszékhelye is. Lakosainak száma 3171 fő (2020. április 1.).

## Népesség
A település népességének változása:

| 2010 | 3 368 |
| 2020 | 3 171 |